# Gwendolyne (album)
Gwendolyne è un album di Julio Iglesias, pubblicato nel 1970 su etichetta CBS.

Si tratta del terzo album del cantante spagnolo, uscito ad un anno di distanza dall'album d'esordio  Yo canto  e a qualche mese dal secondo album, Cuando vuelva a amanecer.
L'album prende il nome dall'omonima canzone, vincitrice del Festival della Canzone di Barcellona del 1970 (oltre che in gara all'Eurovision Song Contest tenutosi ad Amsterdam nello stesso anno), scritta dallo stesso Julio Iglesias (che l'aveva dedicata a Gwendolyne Bollore, che fu sua fidanzata), autore in totale di 6 (di cui uno in collaborazione con Rey Ruiz Martín e uno in collaborazione con Robby Russell)  dei 10 motivi che compongono l'album.

## Tracce
Lato A: 
1. Gwendolyne (Julio Iglesias)  2:50
2. Colinas verdes (Julio Iglesias – Rey Ruiz Martín)   2:58
3. Voy siguiendo mi camino (Julio Iglesias)  4:03
4. Pequeñas manzanas verdes (Bobby Russell – Julio Iglesias)  3:46
5. Sentado a beira do caminho (Erasmo Carlos – Roberto Carlos)  3:40
6. A veces pregunto al viento (Julio Iglesias) 3:41

Lato B: 
1. Cuando vuelva a amanecer (Julio Iglesias) 4:18
2. Raindrops Keep Falling on My Head (Burt Bacharach - Hal David)  2:58
3. En un burrito orejón (Catulo Castillo  - Victor Schlichter)  2:28
4. Ese día llegará (Manuel Alejandro) 3:15
5. Cantándole al mar(Julio Iglesias)  3:16